# Langustă

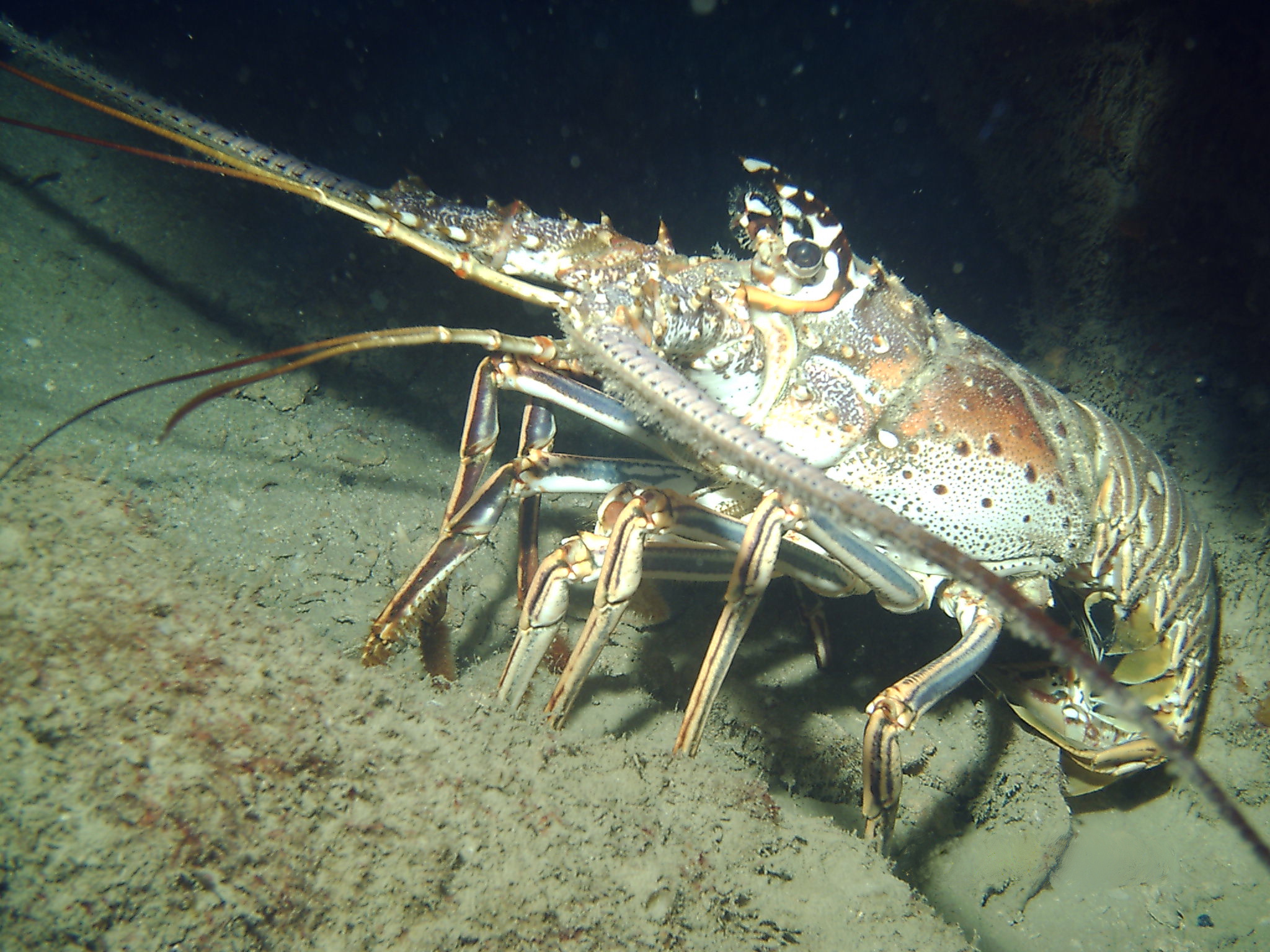
Panulirus Argus

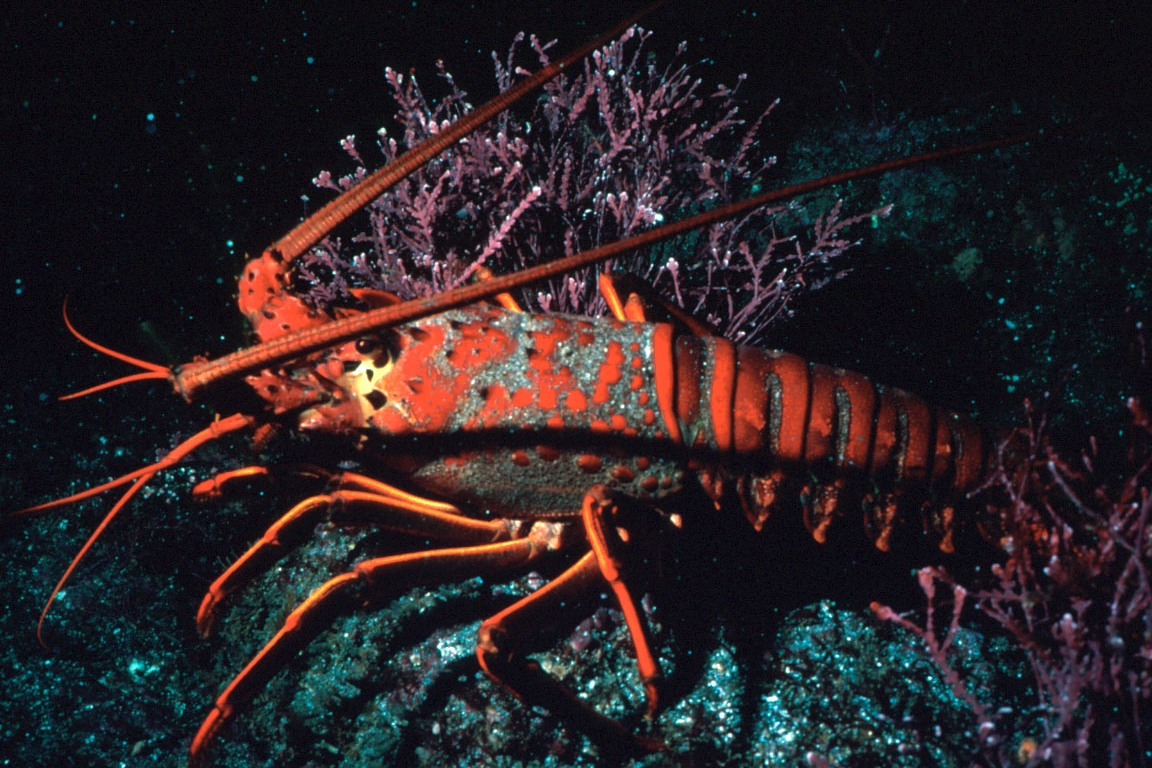
Panulirus interruptus

Langusta (Palinurus) este un gen de crustacee superioare din ordinul decapodelor.

## Caracteristici
Langustele au un corp cu lungimea de până la 75 cm și masa de până la 8 kg. Cefalotoracele este cilindric, acoperit cu spini. Au antene lungi, abdomenul alungit, înotătoarea caudală puternic dezvoltată. Langustele, spre deosebire de alte crustacee ca homarul, nu au clește.

## Răspândire
Langustele se înmulțesc prin ouă și se dezvoltă prin metamorfoză. Genul cuprinde cca. 10 specii răspândite în mările tropicale și cele temperate din bazinele Oceanului Atlantic și Pacific. Langustele sunt comestibile și câteva specii, ca langusta-comună (Palinurus vulgaris), se pescuiesc.